# Tulipa biebersteiniana
Espèce
Synonymes
- Tulipa biebersteiniana var. tricolor (Klokov & Zoz) Knjaz., Kulikov & E.G.Philippov[1]
- Tulipa celsiana J.Henning[1]
- Tulipa graniticola (Klokov & Zoz) Klokov[1]
- Tulipa hypanica Klokov & Zoz[1]
- Tulipa microgyna Baker[1]
- Tulipa ophiophylla Klokov & Zoz[1]
- Tulipa pumila Tausch[1]
- Tulipa quercetorum Klokov & Zoz[1]
- Tulipa riparia Knjaz., Kulikov & E.G.Philippov[1]
- Tulipa sareptana Klokov & Zoz[1]
- Tulipa valerii Zoz & Klokov[1]

Classification APG III (2009)
Synonymes
Tulipa biebersteiniana, la Tulipe des chênes, est une espèce de plantes de la famille des Liliaceae. 

## Liste des variétés
Selon Tropicos (7 novembre 2022) (liste brute contenant possiblement des synonymes) :
- variété Tulipa biebersteiniana var. aurantiaca Baker
- variété Tulipa biebersteiniana var. tricolor (Klokov & Zoz) Knjaz., Kulikov & E.G.Philippov